# Ceterach
Ceterach este un gen de plante din familia Aspleniaceae.